# Escola dels Maristes de Sabadell
L'Escola dels Maristes de Sabadell és un centre educatiu de Sabadell (Vallès Occidental). L'edifici és una obra protegida com a Bé Cultural d'Interès Local.

## Edifici
Conjunt d'edificacions escolars format per un edifici rectangular situat paral·lel al carrer de Latorre a la part posterior de la parcel·la, i un edifici en forma de L construït posteriorment situat a la cantonada entre el carrer de Latorre i el carrer de Sant Pau. Davant de l'edifici hi ha les pistes de joc, que se separen del carrer amb una tanca que conté un dels accessos al recinte. L'edifici antic conté planta baixa i planta pis, mentre que el més recent conté un bloc de planta baixa i dues plantes pis que dona al carrer de Sant Pau, i una torre de planta baixa i quatre plantes pis situades a la cantonada dels dos carrers.
Les façanes dels edificis són molt diferenciades. L'edifici antic es compon a partir d'un bloc rectangular cobert a dues aigües amb una part de la planta pis en un retranqueig i deixant un porxo davant de la planta baixa, i amb un cos de planta quadrada cobert a quatre aigües que remata l'edifici en un dels extrems. L'edifici més recents es compon amb unes façanes racionalistes, amb finestres corregudes formant unes franges horitzontals, i amb una vidriera a la cantonada de la torre.
L'acabat de la façana de l'edifici antic, arrebossat i pintat. Façanes de l'edifici més recent amb acabat d'obra vista i arrebossat i pintat.